# 异极菌目
异极菌目为异极菌纲的一科真菌。

## 下属分类
本目包括以下科：
- 胶囊菌科 Gloeoheppiaceae
- 亥普衣科 Heppiaceae
- 异极菌科 Lichinaceae
- 楯衣科 Peltulaceae